# Hierodula majuscula
Espèce
Hierodula majuscula est une espèce d'insectes de la famille des Mantidae (ordre des Mantodea).

## Répartition
Cette espèce est endémique du Queensland en Australie.

## Description

### Description de la femelle
La femelle mesure de l'ordre de 95 mm avec un pronotum de 30 mm et des élytres de 113 mm.
La tête est verte avec des yeux proéminents. 
Pronotum est rétréci postérieurement et le prosternum est vert. 
Les ailes sont larges et bien arrondies. Les élytres sont opaques, vert pâle, avec des nervures vert plus foncé. Les ailes postérieures sont hyalines avec l'apex vert pâle. 
L'abdomen est jaunâtre avec des cerques grossiers.
Les coxae antérieures sont vertes avec la face interne teintée d'orange à la base et à l'apex avec le milieu largement coloré de noir de jais. Leur bord antérieur présente une rangée de dents aiguës et obliques. Les fémurs sont verts avec la face interne jaune-orange. Les pattes sont vertes. 

## Éthologie

### Reproduction
Chez les insectes, la complexité de l'environnement pouvant influencer la transmission des informations, plusieurs modes sensoriels peuvent être utilisés pour augmenter la probabilité d'une localisation précise d'un partenaire potentiel. Ainsi, la localisation à longue distance implique principalement des indices chimiques ou acoustiques tandis que la communication à courte distance utilise principalement des indices visuels ou tactiles. Chez les mantes, la localisation à longue distance utilise des phéromones et des indices visuels sont utilisés pour la localisation de proximité.
Chez Hierodula majuscula, l'émission de phéromones par les femelles, qui prennent alors une posture particulière, est captée par les mâle au moyen de sensilles basiconiques positionnés sur leurs antennes.

### Alimentation
Les mantes ont une vision monochromatique avec une sensibilité maximale dans la région « verte » du spectre.
Il semblerait que les punaises Tectocoris diophthalmus de coloration métalliques sont plus sujettes à la prédation par Hierodula majuscula que celles de couleur orange. 

## Systématique
L'espèce Hierodula majuscula a été nommée et décrite en 1923 par l'entomologiste australien Norman Tindale sous le protonyme Parhierodula majuscula.

### Publication originale
- (en) Norman B. Tindale, « Review of Australian Mantidae », Records of the South Australian Museum, Adélaïde, vol. 2, no 3,‎ 30 juin 1923, p. 425-457 (ISSN 0376-2750, lire en ligne, consulté le 9 novembre 2024).

### Espèce similaire
Hierodula majuscula peut être confondue avec Hierodula atrocoxata mais cette dernière, plus petite, ne présente pas d'orange sur les coxae antérieurs et n'est connue que de l'Indonésie.